# Anton Pohlmann (Priester)
Anton Pohlmann (* 6. Mai 1829 in Retsch; † 31. Oktober 1891 in Heilsberg) war Theologe und Mitglied des Deutschen Reichstags.

## Leben
Pohlmann besuchte die Gymnasien in Rössel und Braunsberg und das Lyceum in Braunsberg. Er studierte Theologie an der Universität Breslau, wo er 1862 promovierte. Danach war er ein Jahr zu wissenschaftlichen Reisen nach Italien beurlaubt und wurde 1869 Professor am Königlichen Lyceum Hosianum in Braunsberg und Erzpriester in Heilsberg. Von 1867 bis 1870 war er Mitglied des Norddeutschen Reichstags, wo er anfangs der Freien Konservativen Vereinigung angehörte. In dieser Eigenschaft gehörte er von 1868 bis 1870 auch dem Zollparlament an. Zwischen 1874 und 1881 war er Mitglied des Deutschen Reichstags für den Reichstagswahlkreis Regierungsbezirk Königsberg 6 (Braunsberg-Heilsberg) und das Zentrum.